# Аециоспоре
Аециопоре су једна од неколико различитих врста спора насталих од рђе. Сваки од њих има два језгра и обично се види у ланчаним формацијама у аецијуму.

## Развој
Аециоспоре се развијају из Аеције и углавном су непонављајуће дикарионтске, асексуалне споре и настављају да заразе примарног домаћина.